# 烟台站
烟台站是位于山东省烟台市芝罘区市中心的客货运火车站，为济南铁路局下辖的一等站，蓝烟线的终点站，技术性质为区段站。

## 历史沿革

### 老站

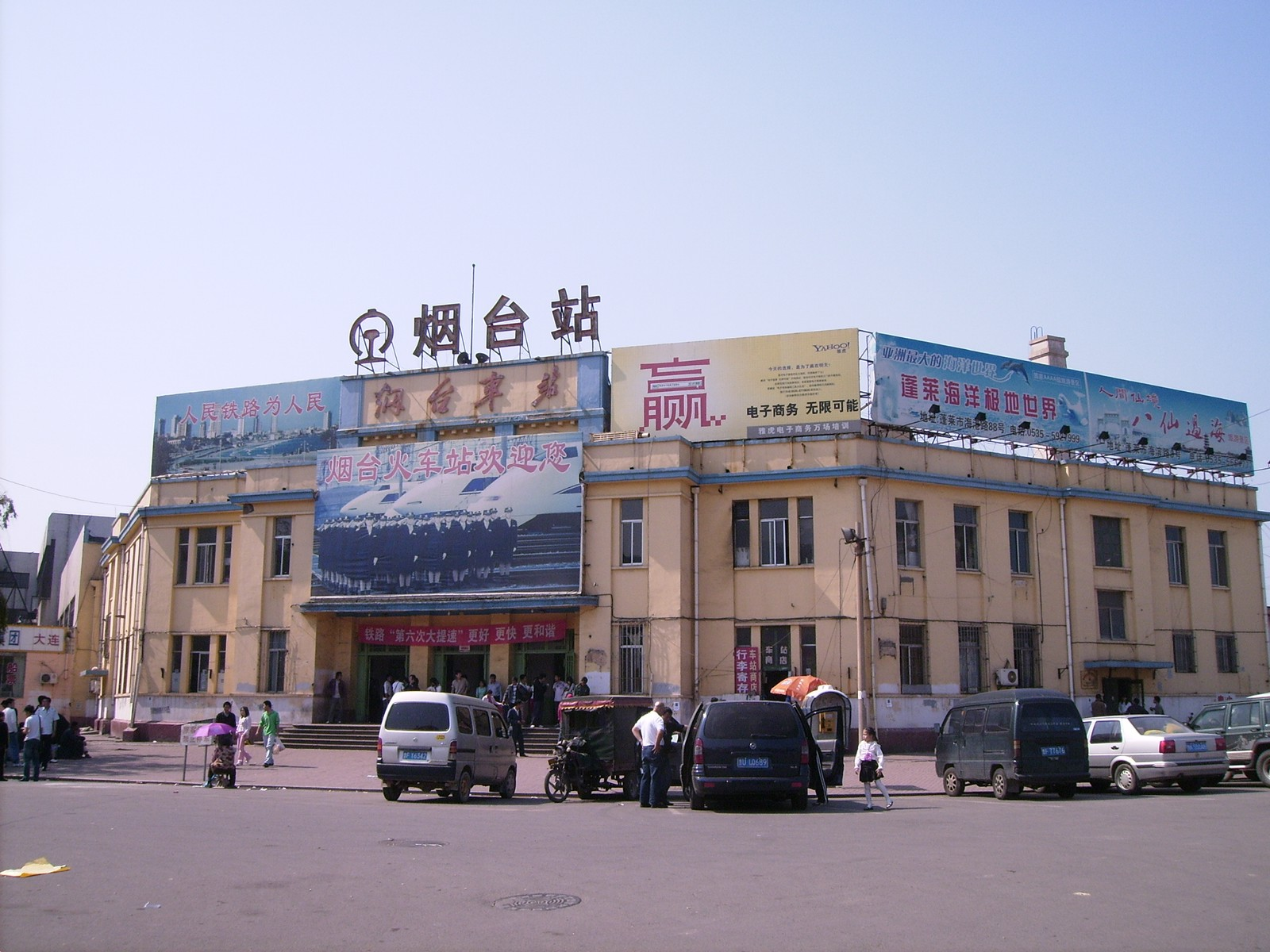
老烟台站

正在拆除的烟台火车旧站

1956年，烟台火车站开始兴建，1958年12月投入使用。站房为二层建筑，总面积7600多平方米，其中售票大厅502平方米，候车大厅3271平方米；到站行李房和发送行李房分别是占地564平方米和1107平方米的平房。设两座站台，一站台是露天站台，二号站台是主站台，建有风雨棚。共5条轨线。
经过多年使用，站房和雨棚严重老化，每年都需修补，行李房等甚至被定为危房。加之设计上的众多缺陷，诸如进出二号站台必须绕行铁路终端、车站规模过小、进出站通道人车混杂，2002年，铁道部、烟台市委、市政府决定重建火车站。

### 过渡站

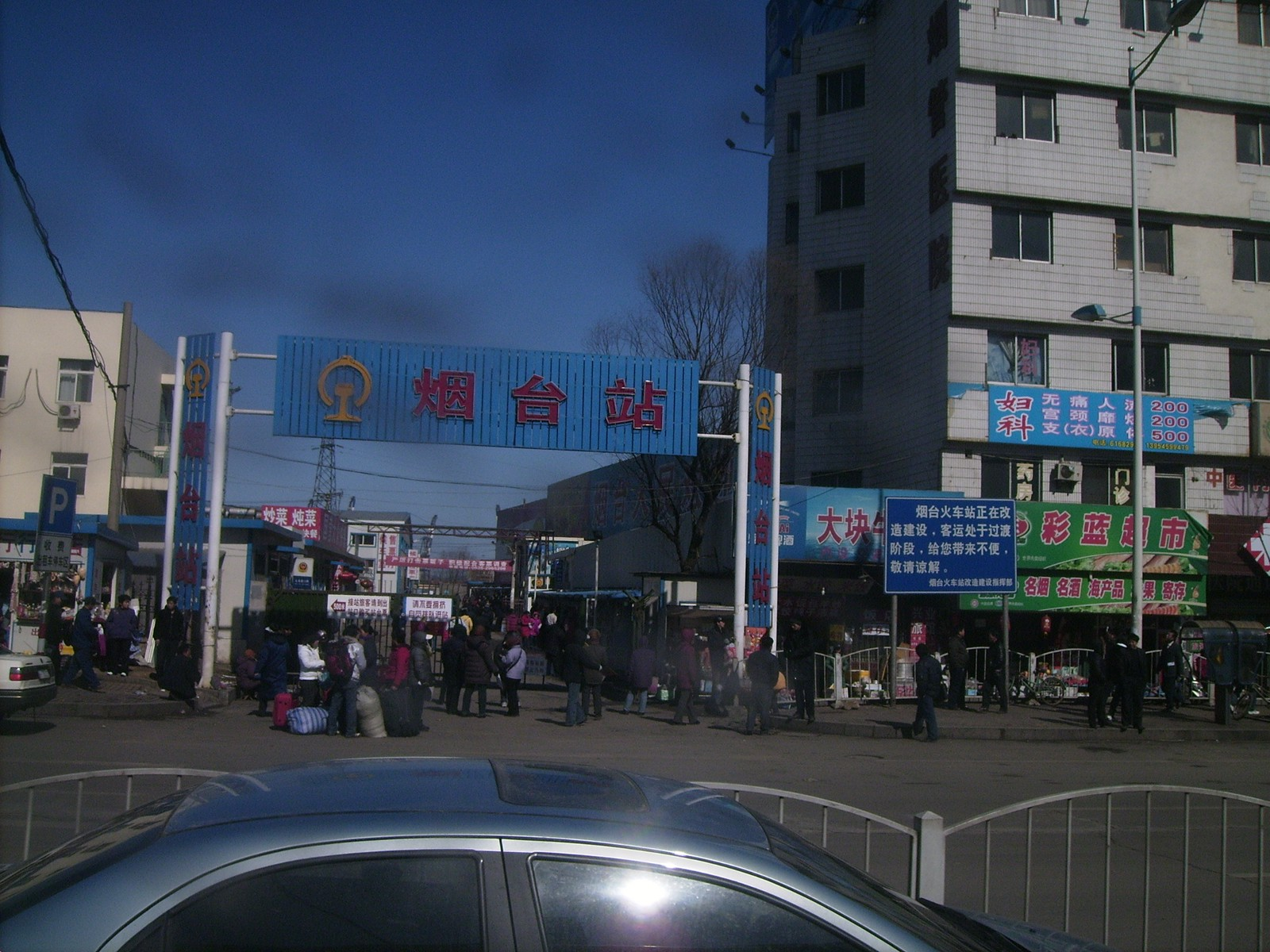
烟台过渡站进站口

烟台过渡站位于烟台客车整备场，承担烟台站改造期间的客运业务。2006年12月26日，烟台火车站过渡站动土起建，标志着烟台站改造工程正式开始；次年5月12日投入使用，同时老火车站正式关闭，开始拆除改造。2009年8月15日22点58分，开往北京站的K286次列车在过渡站发车，标志着过渡站完成历史使命，随后正式关闭，全部业务转移至新站。

### 新站

烟台新站建设中

2002年2月开始，烟台火车新站设计方案开始招标，由五洲工程设计研究院和日本昭和设计株式会社联合设计，并经济南铁路设计院修改。之后设计方案又经过多次调整修改。初步设计站场为三台五线，但根据山东省“十一五”发展规划，要建设青烟威荣城际铁路和德龙烟铁路，为此车站规模扩大至五台八线。投资约13.3亿元。2007年9月6日，新站在老火车站址正式启动建设，2009年5月16日全面完工。2009年8月16日5点33分，由广州开往烟台的1261次列车成为第一趟终到新站的列车；9时29分，新火车站的第一趟出站列车——烟台至金华西的2584次列车驶离车站，标志着烟台新站正式投入使用。烟台火车站是中国第一个由地方政府出资建设的火车站。
由于有碍新站观瞻且影响交通流，2009年3月，北马路北侧的烟台铁道大厦开始拆除，这是目前为止烟台历史上拆除的最高建筑物。

## 车站结构
车站东西进深，总用地面积为18.6万平方米，站房建筑面积约4.8万平方米，主站房高架于轨线上。设计能力为24小时内可发送24列客车、42.8列火车，日疏散最大能力10万人。顶部的大拱正对大海阳路，正南正北布局，为马鞍形双曲面钢网架结构，轴线间距165.5米，南北净距162米，东西跨度114米，高61米，总用钢量约1500吨，是目前中国各火车站中最大的钢结构拱门。车站因此而被称为“城市之门”。拱门下的平台既是进站通道，也可作为观景平台，平台以西主要是客运设施，以东主要是商业设施。
南北两侧均有出入站口，乘客出站通道设在地下，南进站口还设有送客汽车通道；东侧另设一个出站口，供旅客去往车站以东的烟台港客运站乘船。站内设东、南、西、北四个售票大厅，其中南、北售票厅位于一楼，东、西售票厅位于二楼，共36个售票窗口。二楼大拱平台东西两侧各有一个候车厅，每个候车厅面积3720平方米，候车总面积7440平方米，可同时容纳6000人乘车。两个候车厅均有军人、母婴、软席候车室。
车站站场设五台八线，全部为高站台。受场地限制，1、2股客车到发线有效长为514米，可到发小编组列车；3、4股客车到发线有效长度大于650米，可到发普通列车和高速列车。
有南北两个广场。北广场为主广场，承担客流疏散功能；南广场主要体现休闲功能。
车站未来将与海港客运站融为一体。